# Isso Aqui É uma Guerra
"Isso Aqui É uma Guerra" é um single do grupo de rap brasileiro Facção Central, lançado em 1999, no álbum Versos Sangrentos, na faixa nº 4.

## Letra
A letra da musica é considerada como uma das mais fortes letras de rap em português, retrata um crime do ponto de vista dos criminosos. Dentre as frases citadas na música, estão versos como: “é uma guerra onde só sobrevive quem atira, quem enquadra mansão, quem trafica [...]; o livro não resolve, o Brasil só me respeita com um revólver” e “descarrega essa PT, mata o filho do boy como o Brasil quer ver, esfrega na cara sua panela vazia, exige seus direitos com o sangue da vad**, é lei da natureza quem tem fome mata.”

## Videoclipe
Lançado em 2000, o videoclipe da música dirigido pelo premiado diretor Dino Dragone e produzido pela Firma Filmes continha cenas polêmicas.
No videoclipe, Eduardo e Dum-Dum protagonizam dois bandidos violentos na cidade de São Paulo. Com uma narrativa linear, a primeira sequência mostra um encontro de amigos em um barraco de alguma favela, onde eles tramam um plano de assalto. A letra que acompanha a música já abre o videoclipe em um clima de confronto, afirmando que “isso aqui é uma guerra”.
A ação criminosa se desenrola em vários cenários: em um carro a caminho do caixa eletrônico (ao som de “vou fumar seus bens e ficar bem louco, enquadrar um refém no caixa eletrônico”), em um banco, na casa de um burguês (como o rapper chama os sujeitos da classe média). Nessa casa, invadem a casa e matam a esposa em frente ao marido e ao filho. O videoclipe termina com o assassinato de um dos assaltantes, coberto por jornais, tendo a mão lambida por um cachorro, enquanto o outro segue no camburão da polícia.

## Proibição
Veiculado pela primeira vez na rede de televisão MTV, a fita foi logo recolhida após sua exibição em rede nacional, sob acusação de fazer apologia ao crime ao incitar a prática de roubo a residências, veículos, agências bancárias e caixas eletrônicos, além de sequestros, porte ilegal de armas, libertação de presos mediante violência, latrocínio e homicídio, indicando sucesso nas operações criminosas.
O assessor de Direitos Humanos do Ministério Público Estadual de São Paulo, Carlos Cardoso, pediu a abertura de um inquérito para punir os responsáveis pela música, além de remover a veiculação do clipe, alegando que o mesmo era um manual de instruções para a prática de assaltos, sequestros e homicídios. Promotores do Gaeco também acusaram o vídeo de incitar o racismo, pois supostamente os criminosos representados no clipe são negros, e preconceito a moradoras da zona leste de São Paulo, que também são identificados como criminosos na fita.
O juiz Maurício Lemos Porto Alves, do Departamento Técnico de Inquéritos Policiais e Polícia Judiciária, determinou a apreensão na MTV da fita original do videoclipe da música, vetando sua exibição, e proibiu a venda do disco.
Os responsáveis pelo grupo responderam criminalmente e ficaram presos por pouco tempo sob acusação de apologia ao crime pelos artigos 286 e 287 de 1940 como é previsto no Código Penal Brasileiro.
Em sua defesa, o vocalista do grupo de rap Facção Central, Eduardo, disse que houve um erro de interpretação da Justiça, alegando que a intenção da música é mostrar que o criminoso pode afetar a sociedade se ela não se esconder atrás de um carro blindado, por exemplo. “A intenção da música é mostrar o criminoso dando um toque para a sociedade e mostrar que ela pode ajudar.”
Para os seus defensores, o videoclipe apresenta uma forte crítica social, contrapondo a condição social e econômica que motiva o crime, cuja única opção de sobrevivência a uma pessoa com baixa escolaridade e sem chances de conseguir emprego é agir como a sociedade espera que marginalizados atuem.